# Polychrus femoralis
Polychrus femoralis là một loài thằn lằn trong họ Polychrotidae. Loài này được Werner mô tả khoa học đầu tiên năm 1910.